# Lucas Osiander, o Jovem
Lucas Osiander (6 de maio de 1571 em Stuttgart - 10 de agosto de 1638, em Tübingen) foi um teólogo alemão, professor e reitor da Universidade Eberhard Karls, em Tübingen.

## Vida
Lucas Osiander era filho do pastor e pregador da corte Lucas Osiander, O Velho (1534-1604) e sua esposa Tabitha Engel (1539-1625) e neto do reformador Andreas Osiander (1498-1552).
Quando criança entrou para a escola do convento em Württemberg, estudou em 1585 em Tübingen, obteve o grau de mestrado em 1588 e, em seguida, entrou a serviço da igreja de Württemberg. Em 1591 se tornou diácono (pastor) em Göppingen, em 1597 pastor em Schwieberdingen, e em 1601 ocupou o posto de Superintendente em Leonberg, e em 1606 ocupou a mesma função em Schorndorf, em 1612 foi abade e prelado em Bebenhausen, transferindo-se em 1616 para Maulbronn.
Em 1619 Lucas Osiander encontra-se em Tübingen onde é torna-se Doutor em Teologia sendo nomeado professor de teologia para a Universidade Eberhard Karls. Ocupou também o cargo de Superintendente para Estudos Evangélicos (Stifts) da Universidade, tornando-se em 1620 reitor e chanceler da universidade. Esses postos ele ocupou até sua morte em 1638.
Lucas Osiander foi um teólogo combatente e autor de uma série de publicações, por exemplo, contra os calvinistas, anabatistas e jesuítas, e em 1636 provocado por sua polêmica ocorreu inclusive um atentado por parte de um inimigo fanático, que o atacou com a espada, mas que ele saiu ileso através da força física e agilidade.